# Günter Vetter

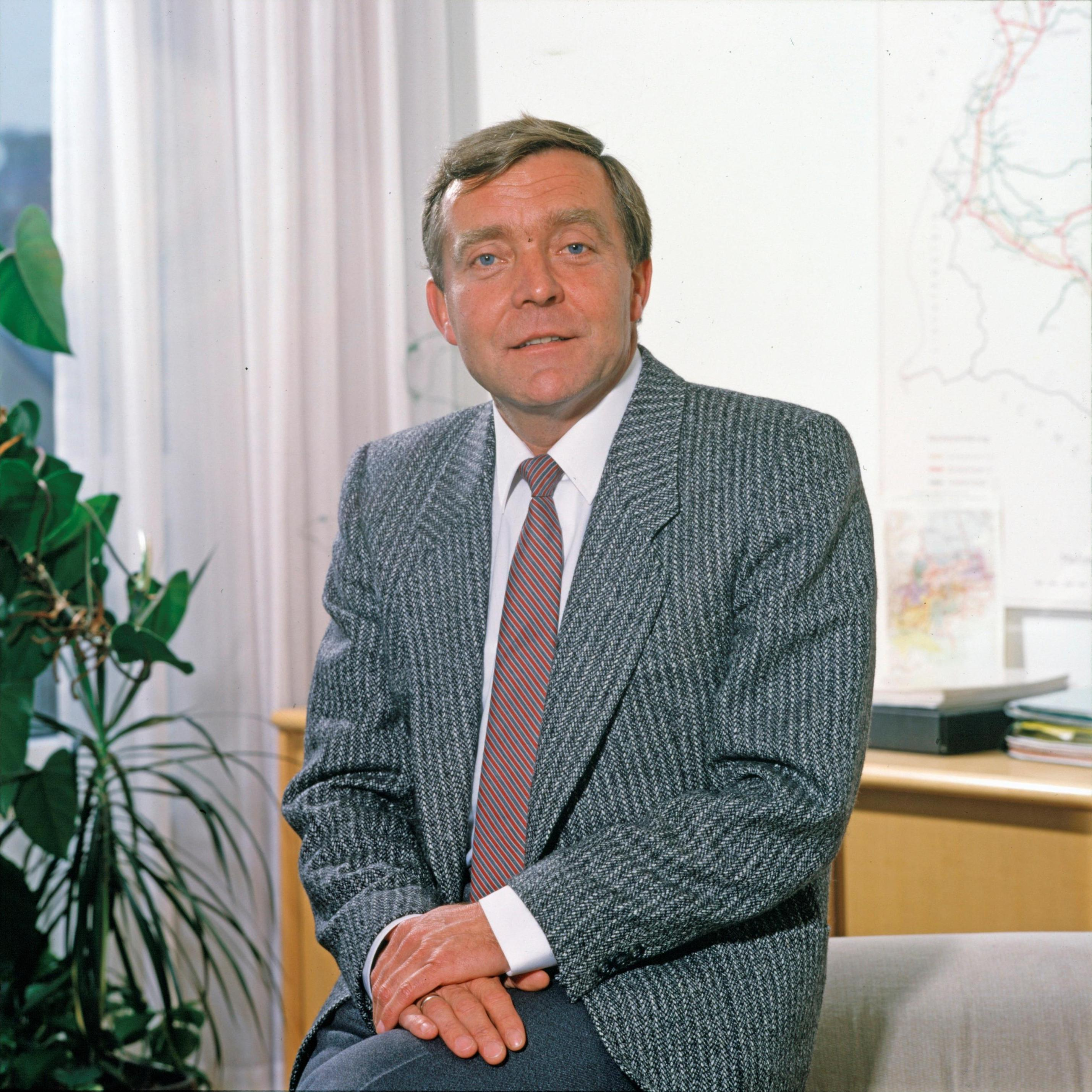
Günter Vetter (1984)

Günter Vetter (* 4. Juli 1936 in Dornbirn; † 6. Oktober 2022) war ein österreichischer Politiker (ÖVP) und Unternehmer. Vetter war von 1984 bis 1989 als Landesrat Mitglied der Vorarlberger Landesregierung.

## Ausbildung und Beruf
Günter Vetter wurde am 4. Juli 1936 als Sohn von Ludwig und Paula Vetter in der Vorarlberger Stadt Dornbirn geboren. In seiner Heimatstadt besuchte er auch die Volksschule sowie die Unterstufe des Bundesgymnasiums Dornbirn. Nachdem er in zwei Jahren die Handelsschule Lustenau absolviert hatte, begann er im Jahr 1952 eine Lehre als Steinmetz im elterlichen Steinmetzbetrieb. Diese Lehre schloss er 1955 mit der Gesellenprüfung ab. 
Von 1958 bis 1960 besuchte Vetter zusätzlich die dreisemestrige Bundesfachschule für Steintechnik in Salzburg, wo er im Jahr 1960 auch die Meisterprüfung ablegte. Als nunmehriger Steinmetzmeister trat er wiederum in den väterlichen Betrieb ein, den Vetter mit 1. Jänner 1962 übernahm. Am 19. Juli 1968 heiratete er Inge Stembal, mit der er in weiterer Folge in den Jahren 1969 und 1971 zwei Töchter bekam. Ab 1975 war er zudem gerichtlich beeideter Sachverständiger für das Steinmetzwesen. 1997 gab Günter Vetter die Geschäftsführung des eigenen Steinmetzbetriebs an einen langjährigen Mitarbeiter ab und 2008 endete auch seine Tätigkeit als Gerichtssachverständiger.
1991 wurde Vetter der Berufstitel Kommerzialrat verliehen, 1992 erhielt er von der Bundesinnung der Steinmetze das Goldene Ehrenzeichen. Er war von 1968 bis 1993 Landes-Innungsmeister der Steinmetze und von 1975 bis 1980 Stellvertreter des Bundesinnungsmeisters.

## Politischer Werdegang
Im Jahr 1965 wurde Günter Vetter erstmals für die ÖVP Vorarlberg zum Ersatzmitglied der Dornbirner Stadtvertretung gewählt. 1972 wurde er zum vollwertigen Mitglied der Stadtvertretung gewählt und war dort für die ÖVP bis 1980 im Bau-, Schul- und Straßenausschuss tätig. Am 6. November 1984 wurde Günter Vetter vom damaligen Landeshauptmann Herbert Keßler als Landesrat für Gewerbe und Straßenbau, Hochbau sowie Fremdenverkehr in die Landesregierung berufen. Diese Funktion führte er auch nach dem Wechsel an der Regierungsspitze durch den Rücktritt Keßlers in der Regierung von dessen Nachfolger Martin Purtscher aus. Mit dem Ende der Legislaturperiode am 24. September 1989 schied Vetter wieder aus der Landesregierung aus. 